# Paulingita-Ca
La paulingita-Ca és un mineral de la classe dels silicats, que pertany al grup de les zeolites. Rep el nom en honor de Linus Carl Pauling (Portland, Oregon, EUA, 28 de febrer de 1901 - Big Sur, Califòrnia, 19 d'agost de 1994), professor de química de l'Institut de Tecnologia de Califòrnia, a Pasadena, "en reconeixement de les seves destacades contribucions a la comprensió de les complexes estructures de minerals de silicats i altres compostos».

## Característiques
La paulingita-Ca és un silicat de fórmula química (Ca,K,Na,Ba,◻)10 (Si, Al)42O84· 34H₂O. Cristal·litza en el sistema isomètric. La seva duresa a l'escala de Mohs és 5.
Segons la classificació de Nickel-Strunz, la paulingita-Ca pertany a «09.GC: Tectosilicats amb H₂O zeolítica, cadenes de connexions dobles de 4-enllaços» juntament amb els següents minerals: amicita, garronita-Ca, gismondina-Ca, gobbinsita, harmotoma, phil·lipsita-Ca, phil·lipsita-K, phil·lipsita-Na, flörkeïta, merlinoïta, mazzita-Mg, mazzita-Na, perlialita, boggsita i paulingita-K.

## Formació i jaciments
Va ser descoberta al pic Three Mile, situat a la localitat de Ritter, dins el comtat de Grant (Oregon, Estats Units). També ha estat descrita a Vinařice, al districte de Kladno (República Txeca). Aquests dos indrets són els únics de tot el planeta on ha estat descrita aquesta espècie mineral.